# Smithornis
Smithornis là một chi chim trong họ Eurylaimidae, nhưng có thể sẽ được chuyển qua họ Mỏ rộng lục (Calyptomenidae), nếu như họ này được công nhận.

## Các loài
- Smithornis capensis: Mỏ rộng châu Phi
- Smithornis rufolateralis: Mỏ rộng hông hung
- Smithornis sharpei: Mỏ rộng đầu xám